# Beklespinaks
Beklespinaks (Becklespinax altispinax) – dwunożny, mięsożerny, teropod z nadrodziny allozauroidów (Allosauroidea). Jego znaczenie nazwy – kolce Becklesa
.
Żył w epoce wczesnej kredy (ok. 124 mln lat temu) na terenach współczesnej Europy. Długość ciała ok. 8 m, wysokość ok. 4 m, masa ok. 1,5 t. Jego szczątki znaleziono w Anglii (w hrabstwie Sussex).